# Vanisha Mittal
Vanisha Mittal Bhatia (23 de agosto de 1980) es la hija del magnate del acero Lakshmi N. Mittal. En 2007, la revista Forbes la situó en la posición número uno en la lista de las hijas de los más ricos del mundo. En 2004, se casó con Amit Bhatia, un banquero de inversión que ahora trabaja para uno de los negocios de su padre en Gran Bretaña, en una de las bodas más caras de todos los tiempos. Desde el año 2004, ha sido director de LNM Holdings (el holding del Grupo Mittal), ArcelorMittal, Mittal Steel, Temirtau JSC. Se graduó en la Escuela Europea de Negocios, y la Escuela de Estudios Orientales y Africanos de la Universidad de Londres, donde estudió Negocios y Estudios de Asia Meridional, respectivamente.